# 選択本願念仏集
『選択本願念仏集』（せんちゃくほんがんねんぶつしゅう、せんじゃくほんがんねんぶつしゅう）は、建久9年（1198年）、関白九条兼実の要請によって、法然が撰述した2巻16章の論文。略称は『選択集』（せんちゃくしゅう、せんじゃくしゅう）である。浄土宗は「選択」を「せんちゃく」と、浄土真宗では「せんじゃく」と呼称について差異がある。「浄土三部経」の経文を引用し、それに対する善導の解釈を引き、さらに法然自身の考えを述べている。
法然真筆の冒頭文「南無阿弥陀仏 往生之業 念仏為先」の書かれた草稿本は京都の廬山寺に蔵されている。
日本の浄土教において重要な意義を持つ文献の1つである。
浄土真宗の宗祖とされる親鸞は、法然の思想および著書である『選択本願念仏集』の影響を受けてこの思想を継承している。法然を生涯の師（本師）と仰いで敬慕し続けた親鸞は、法然の教義が正しいことを証明するために著したのが『顕浄土真実教行証文類』（『教行信証』）であり、言わば『選択集』の解説書である。

## 浄土真宗における『選択本願念仏集』
浄土真宗において『選択本願念仏集』は依拠聖典の1つとして重んじられる。また前述のとおり、呼称について浄土宗と差異が見られ、『選択本願念仏集』（せんじゃくほんがんねんぶつしゅう）、『選択集』（せんじゃくしゅう）とするのが習いである。
親鸞の主著である『顕浄土真実教行証文類』（『教行信証』）の「化身土巻」の終わりにある「後跋」と呼ばれる結びに「同年初夏中旬第四日 選択本願念仏集内題字 并南無阿弥陀仏 往生之業 念仏為本 与釈綽空字 以空真筆 令書之」と記されている。そのため浄土真宗にて依用する聖典の一部では、冒頭部分が廬山寺蔵の「南無阿弥陀仏 往生之業 念仏為先」とは異なり、「南無阿弥陀仏 往生之業 念仏為本」と記されている底本を用いるか、「念仏為先」と本文に記しても「先」と「本」は同義であると注釈されている。
この「往生之業念仏為本」の語は、源信の『往生要集』に用いられている。また『選択集』の本文中にも「謂往生之業念佛爲本」と記されている。「念佛爲先」の語のみであれば他の文献に用いられている。